# Lepturges malkini
Lepturges malkini är en skalbaggsart som beskrevs av Monné 1978. Lepturges malkini ingår i släktet Lepturges och familjen långhorningar. Inga underarter finns listade i Catalogue of Life.